# شری هاوارد
شری هاوارد (انگلیسی: Sherri Howard؛ زادهٔ ۱ ژوئن ۱۹۶۲) دونده اهل ایالات متحده آمریکا بود.
وی در مسابقات کشوری و بین‌المللی در مجموع برندهٔ ۱ مدال طلا، ۱ مدال نقره شده‌است.